# Getijdenboek van Isabella Stuart

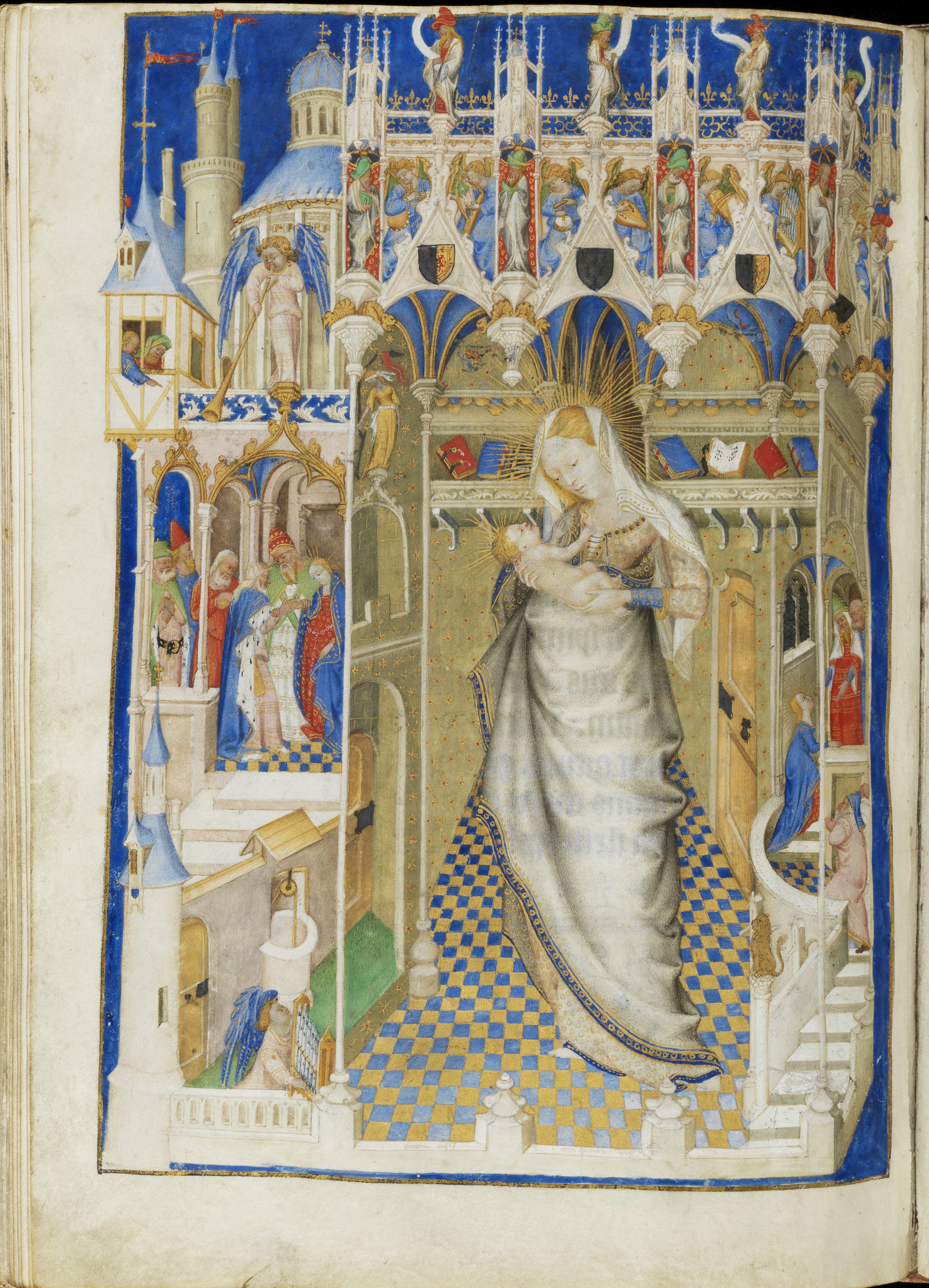
Getijdenboek van Isabella Stuart, Madonna-meester, De Heilige Maagd met Kind in een kerk, f141v.

Het Getijdenboek van Isabella Stuart is een verlucht getijdenboek voor het gebruik in Rome, dat gemaakt werd in Angers tussen 1417 en 1431 voor Yolande van Aragón, hertogin van Anjou.  Het boek kreeg zijn naam naar de derde eigenares Isabella Stuart (1426-1495), hertogin van Schotland.

## Beschrijving
Het handschrift bestaat uit 232 perkamenten folia van 250 bij 183 mm. Het tekstblok meet 120 bij 76 mm. De Latijnse tekst is geschreven in een littera textualis in een kolom met 15 lijnen per blad.
Het boek is gebonden in een met goud gestempelde groenbruine lederen omslag uit de 17e eeuw.

## Geschiedenis
De meeste kunsthistorici zijn het erover eens dat het boek gemaakt werd in opdracht van Yolande van Aragón en daarna in het bezit kwam van Yolande van Anjou, haar dochter. Via Yolande van Anjou kwam het handschrift terecht bij haar echtgenoot Frans I van Bretagne en zo bij diens tweede vrouw, Isabella Stuart, hertogin van Schotland. Er bestaat wel discussie over de eerste bestemmeling. Sommigen zijn van mening dat het manuscript werd gemaakt in opdracht van Yolande van Aragon als huwelijksgeschenk voor haar dochter Yolande van Anjou in 1431. In het gebed Creator celi op f137r en volgende zijn er vrouwelijke uitgangen gebruikt in de Latijnse tekst (peccatrix non sum digna, servam tuam etc.)
en op de folia 139v en 140r zien we in de margeminiaturen een biddende vrouw gekleed in het zwart, een weduwe dus. Ook op f230v is een weduwe afgebeeld aan een bidstoel. Dit wijst dan weer op Yolande van Aragon als originele bestemmelinge. Maar dan zou men er moeten van uitgaan dat de biddende dame op f20r origineel ook Yolande als weduwe zou voorgesteld hebben en dit blijkt na onderzoek van de resten van het weggeschraapte origineel niet het geval te zijn. Het is dus toch vrij waarschijnlijk dat de originele bestemmeling Yolande van Anjou is geweest. De weduwportretten zouden dan vooral tot bedoeling gehad hebben de dochter aan de moeder te herinneren.

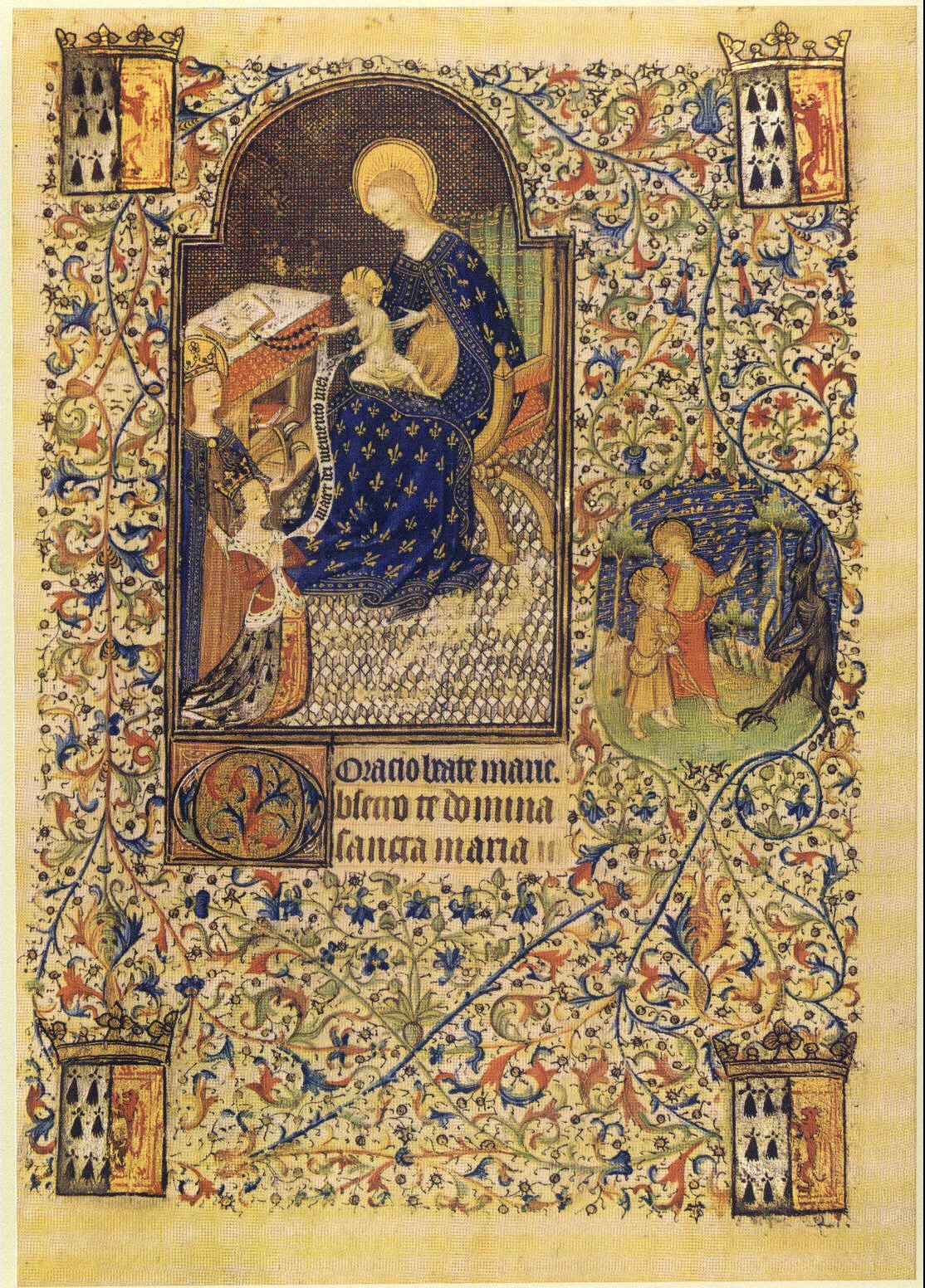
Getijdenboek van Isabella Stuart, Rohan-meester, Isabella Stuart in gebed voor de Heilige Maagd met Kind, f20r.

Zekerheid bestaat eigenlijk alleen over Isabella Stuart, zij liet haar wapens doorheen het manuscript op talrijke plaatsen aanbrengen en liet het portret van de eigenares bij het Obsecro te op f20r overschilderen met haar eigen portret waar ze wordt afgebeeld in gezelschap van de Heilige Catharina. Men vermoedt dat de overschildering die gebeurde in twee fases, eerst de figuur en Catharina en daarna werd de hooftooi vervangen door een hertogelijk kroontje, werd uitgevoerd in opdracht van haar aanstaande echtgenoot Frans, in het vooruitzicht op het huwelijk tussen beiden, dat zou plaatsvinden op 29 oktober 1442
Isabella schonk het handschrift aan haar dochter Margaretha van Bretagne, waarschijnlijk in 1455 toen die huwde met haar neef, de toekomstige Frans II van Bretagne. Margaretha liet zichzelf ook  afbeelden in het manuscript op f28r bij het gebed Omnis virtus te decorat. We zien een adellijke dame in gebed voor de Madonna met Kind. Ze draagt een hennin en geen hertogelijk kroontje wat betekent dat de aanpassing gebeurde voor 1458, het jaar waarin Frans II hertog werd.
Daarna was het van 1579 tot 1619 in het bezit de familie Isambert in Parijs. Het wordt gekocht door Richard, VII Burggraaf Fitzwilliam van Merrion (1745-1816) in 1808 en het maakte deel uit van zijn legaat aan het Fitzwilliam Museum bij de oprichting ervan in 1816.

## Datering
Over de datering van het handschrift is er geen eensgezindheid, er worden data genoemd tussen 1417 en 1430. De discussie is gebaseerd op het gebruik van miniaturen in de Bible moralisée van Napels en in de Belles heures du duc de Berry als model voor miniaturen in de Stuart getijden, de Rohan getijden en de getijden van René van Anjou, die alle drie in dezelfde periode gemaakt werden. Yolande kocht de Belles Heures in 1417 wat de vroegste datum voor het getijdenboek oplevert. De madonna in een kerk op f141v is dan weer gemodelleerd op een afbeelding van Hiëronymus in de Bible moralisée van de Gebroeders Van Lymborch in 1402. Dat werk bevond zich omstreeks 1430 in de collectie van René van Anjou wat François Avril de werken deed dateren omstreeks die tijd, gemaakt voor de huwelijken van de kinderen van Yolande. Ook het feit dat Yolandes echtgenoot, Lodewijk II van Anjou, overleed in 1417 en dat zij vanaf dan verantwoordelijk was voor de instandhouding van de bezittingen van Angevijnse dynastie, pleit eveneens voor een latere datum.

## Inhoud
Het getijdenboek heeft een klassieke inhoud:
- ff. 1r-12v Kalender
- ff. 13r-19v Uittreksels uit de evangelies
- ff. 20r-23v Obsecro te[6]
- ff. 24r-28r O intemerata[6]
- ff. 28r-28v De gebeden  Omnis virtus en Me tibi virgo pia (toegevoegd in de jaren 1450)
- ff. 29r-98r Kleine Officie van Onze Lieve Vrouw
- ff. 99r-111v Boetepsalmen
- ff. 111v-118v Litanie van alle Heiligen
- ff. 119r-126v Kleine getijden van het Heilig Kruis
- ff. 127r-133v Kleine getijden van de Heilige Geest
- ff. 134r-136r Passie uit het evangelie volgens Johannes
- ff. 137r-140r Creator celi
- ff. 140r-141r De gebeden Suscipiat pietas en Salva me Domine
- ff. 142r-142v De vijf vreugden van de Maagd
- ff. 143r-146v De gebeden Ave Maria, Ave mundi, Deprecor te en Sub tuam protectionem
- ff. 147r-191v Dodenofficie
- ff. 192r-198v Vijftien vreugden van de Maagd in het Frans
- ff. 199r-204r Zeven gebeden tot Onze Heer in het Frans
- ff. 204v-226v Suffragia
- ff. 226v-231v Gebeden tot de drie personen van de Heilige Drie-eenheid.

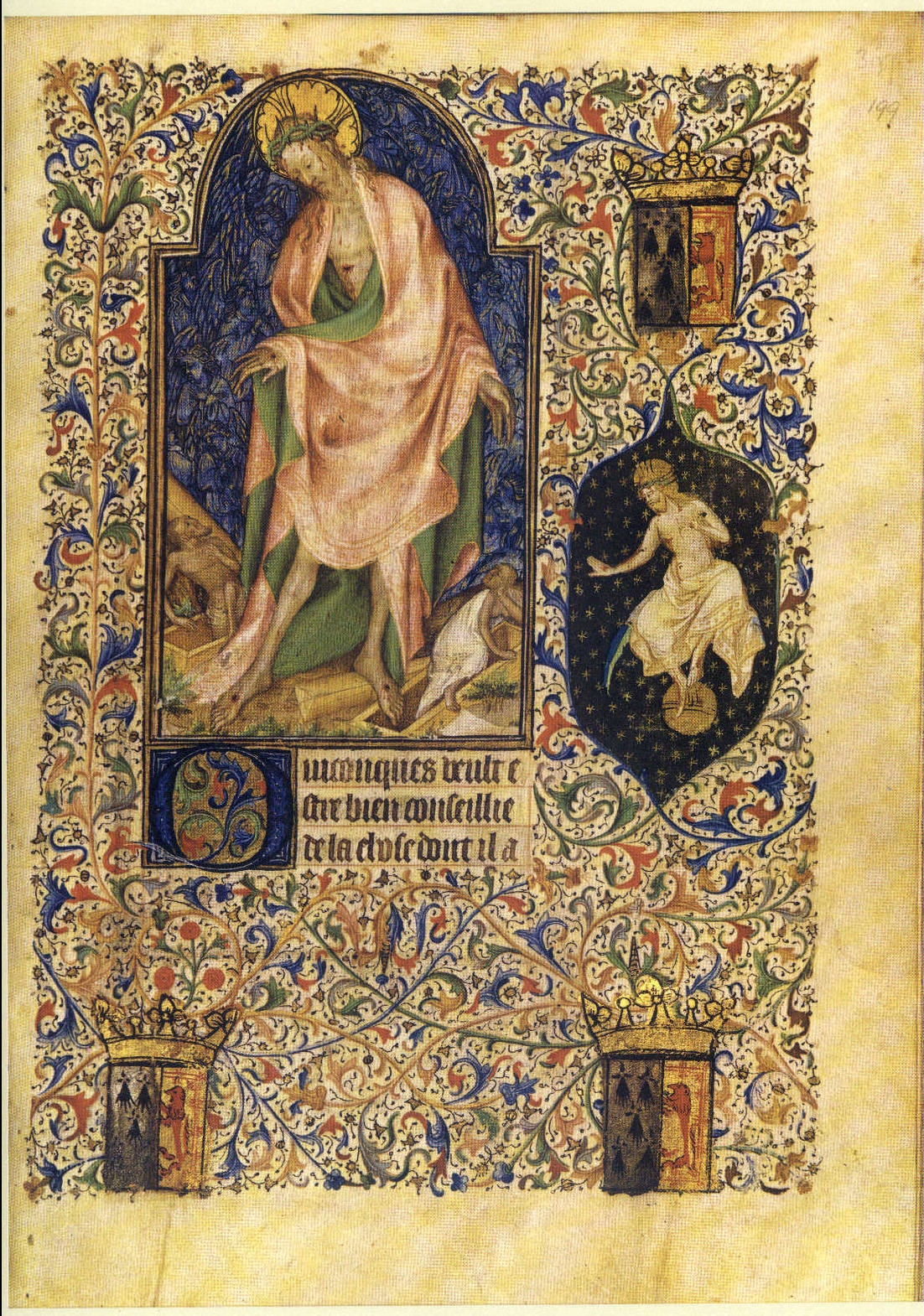
Getijdenboek van Isabella Stuart, Rohan-meester, Christus als rechter bij het Laatste oordeel.

## Verluchting
Dit getijdenboek is een van de meest uitbundig verluchte manuscripten, het bevat 528 miniaturen: een volbladminiatuur, negentien kwart-of halfbladminiaturen, die de klassieke inhoud van het getijdenboek illustreren. Daarnaast zijn er vier bijzondere cycli die worden geïllustreerd met kleine margeminiaturen in medaillons of een rechthoekig kader, wat ertoe leidt dat elke bladzijde is versierd. Die cycli zijn de Apocalyps en drie allegorische gedichten van Guillaume de Digulleville:
- Le Pèlerinage de la vie humaine (1330-31)
- Le Pèlerinage de l'Âme (1355-58)
- Le Pèlerinage de Jésus Christ (1358)

### De  grote miniaturen
- f13r: Johannes de evangelist
- f14v: Lucas de evangelist
- f16v: Matteüs de evangelist
- f18v: Marcus de evangelist
- f20r: De Heilige Maagd met Kind en adeldame, (Obsecro te)
- f24r: De Heilige Maagd met Kind, (O intemerata)
- f29r: Annunciatie, Mariagetijden, (metten)
- f53r: Maria-Visitatie, Mariagetijden, (lauden)
- f65r: Aanbidding van het Kind, Mariagetijden (priem)
- f71r: Aankondiging aan de herders, Mariagetijden, (terts)
- f76r: Aanbidding der wijzen, Mariagetijden (sext)
- f86r: Vlucht naar Egypte, Mariagetijden (vespers)
- f99r: De Heilige Drie-eenheid, boetepsalmen
- f119r: Kruisiging, Kruisgetijden, (metten)
- f127r: Pinksteren, Heilig Geestgetijden, (metten)
- f134r: graflegging van Christus, Passie-evangelie volgens Johannes
- f136v: De Heilige Maagd met Kind, (Creator celi)
- f141v: De Heilige Maagd met Kind in een kerk, (De vijf vreugden van de Heilige Maagd)
- f147r: Dodenmis (Dodenofficie, vespers)
- f192r: De Heilige Maagd met Kind en engelen (De vijftien vreugden van de Heilige Maagd)
- f199r: Christus als rechter op de Dag des oordeels (Zeven gebeden tot Onze Heer)

### Kleine miniaturen
De kleine miniaturen zijn zeven lijnen hoog en geplaatst in een tekstblok. Ze werden vooral gebruikt om de suffragia te illustreren.
- f28r: Margaretha van Bretagne biddend tot Maagd met Kind (Omnis virtus)
- f207r: Johannes de Doper
- f215r: De Heilige Eligius
- f216v: De Heilige Margaretha van Antiochië
- f220v: De Heilige Lodewijk IX van Frankrijk
- f226v: De heilige Radegundis
- f227r: Scènes uit de schepping (gebed tot God de Vader)
- f230v: Opdrachtgeefster biddend tot Christus

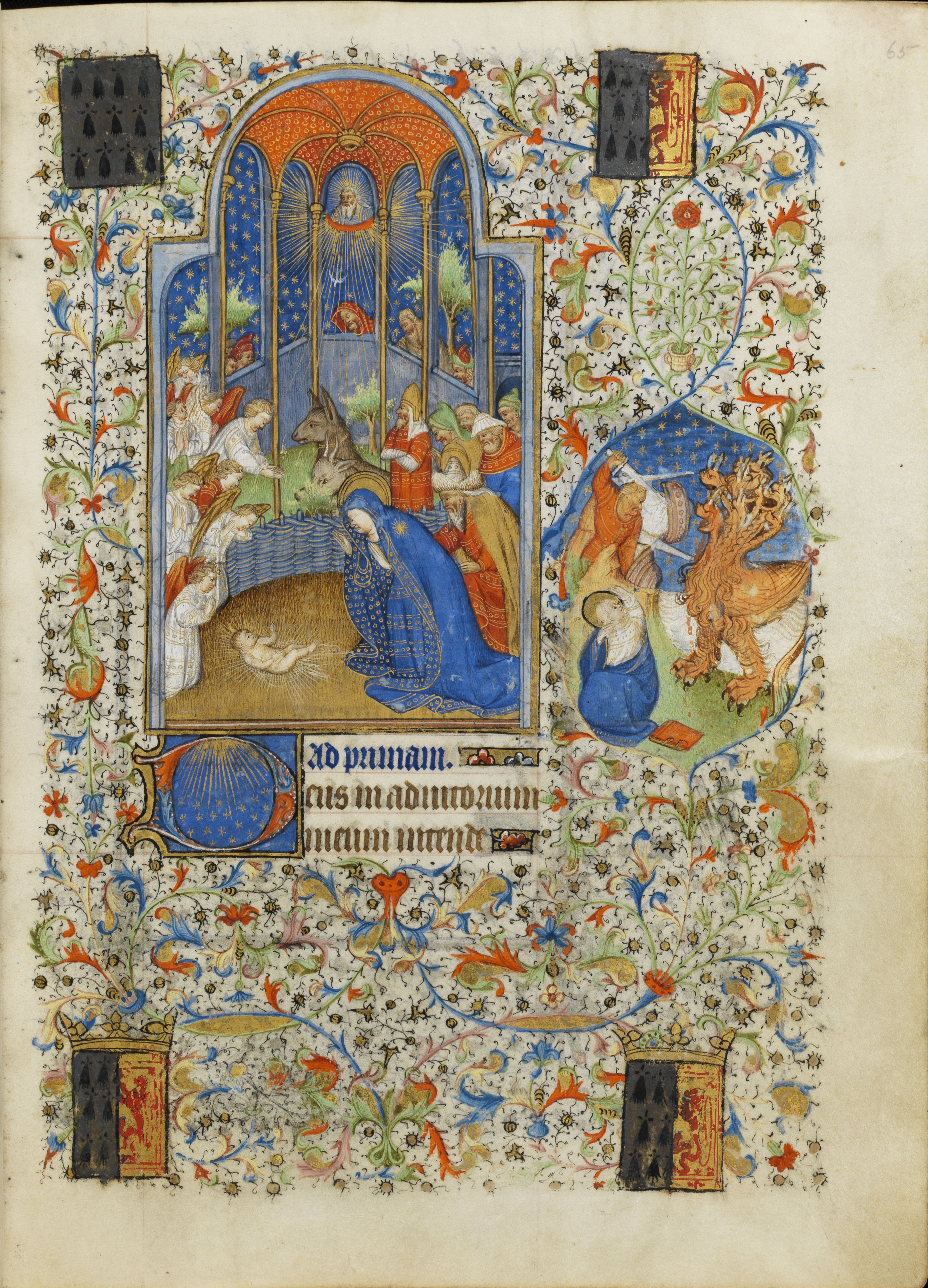
Getijdenboek van Isabella Stuart, Giac-meester, Aanbidding van het Kind, f65r.

### Miniaturisten
Alle margeafbeeldingen die de bijzondere cycli illustreren en die in de kalender, zijn gemaakt door een kunstenaar, in de lange reeksen van de Pèlerinage gedichten geholpen door twee assistenten.

#### Giac-meester
Voor de grote miniaturen die de standaardteksten illustreren zien we een meer complexe werkverdeling. De miniaturen voor de Officie van Onze Lieve Vrouw  zijn van de hoofdschilder van de marginale cycli. Aan de gouden wolken, de groen-zwart betegelde vloeren zonder perspectief, de architectuur, de ronde gezichten met de kleine ronde ogen, en de steile gouden landschappen met rotspartijen, opklimmend tot de horizon met bovenaan sprookjeskastelen, wijzen duidelijk naar de Giac-meester. In deze miniaturen is ook een uitgebreide ondertekening vast te stellen die bij het schilderen dikwijls genegeerd werd wat eveneens karakteristiek is voor deze meester.
De Giac-meester was ook verantwoordelijk voor de verluchting van het grootste deel van de rest van het handschrift. Hij werd daarbij geassisteerd door twee kunstenaars die zijn composities en uitwerking volgden maar betere ruimtelijke voorstellingen trachtten te maken. De eerste, een volwaardig kunstenaar, werkte aan de Heilig Kruisgetijden op f119r, de Passie uit het evangelie volgens Johannes op f134r, en het Dodenofficie op f147r. De tweede die de Pinksteren-miniatuur  voor de Heilige Geestgetijden op f127r leverde, was een van de assistenten die ook aan de marginale cycli werkte.

#### Madonna-meester
Een andere meester was verantwoordelijk voor de volbladminiatuur op f141v en de grote miniatuur (zonder tekst) op f136v. Hij was de meester die de miniaturen schilderde die verwant zijn aan het werk van de Gebroeders van Limburg in ontwerp en schildertechniek. Hij is een exponent van de Internationale gotiek. De Giac-meester werkte mee aan de folia verlucht door deze meester: hij schilderde de vignette naast de Apocalyptische Maagd op f136v en de scènes uit het leven van de maagd op f141v. Deze kunstenaar, de beste die aan het handschrift meewerkte, noemt men de Madonna-meester. Deze meester gebruikte geen ondertekening maar schilderde uit de vrije hand.

#### Rohan-meester
Van de Rohan-meester, waarschijnlijk een assistent van de Giac-meester, is de miniatuur van het Laatste Oordeel op f199r. Hij schildert grote, gebogen figuren met expressieve gezichten en lange ledematen. Daarbij gebruikte hij ook ondertekening maar sterk verschillend van die van de Giac-meester, met guirlandes van krullende lussen, vaak gekleurd met een vaalgrijze inkt. Ook de miniaturen op f13r, f14v, f16v, f18v en f20r zijn van de hand van deze meester.